# Scheiblersches Wappenbuch
Das Scheiblersche Wappenbuch (Bayerische Staatsbibliothek, Cod.icon. 312 c) ist ein handschriftliches Wappenbuch im Bestand der Bayerischen Staatsbibliothek in München, das im 15. bis 17. Jahrhundert entstanden ist. Benannt ist es nach privaten Vorbesitzern, der Familie der Freiherren von Scheibler auf Hülhoven im Rheinland.

## Aufbau des Wappenbuches

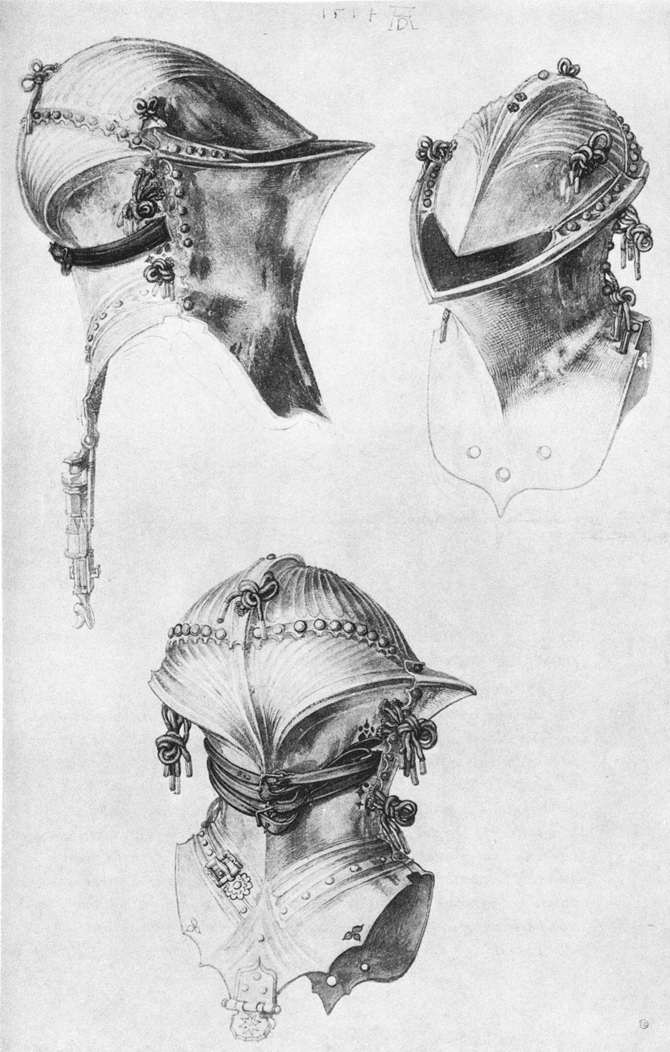
Der in den Wappenzeichnungen des älteren Teils bevorzugte Helm ist der Stechhelm

Das Wappenbuch kann grob in zwei Teile unterschieden werden. Der älteste Teil mit 476 Darstellungen von Adelswappen jeweils mit Stechhelm, Helmdecke und Helmzier lässt sich in seiner Entstehung auf den Zeitraum 1450–1480 datieren. Ein jüngerer Teil mit 148 Wappendarstellungen in Seitengröße jeweils mit Bügelhelm, Helmdecke und Helmzier stammt aus dem 16. bis 17. Jahrhundert und ergänzt die Wappensammlung auf insgesamt 624 ausgearbeitete Wappen. Dazu treten 62 leere Wappenschablonen als Vorzeichnungen.
Das Wappenbuch enthält im älteren Teil Wappen vor allem aus den folgenden Regionen:
- Bayern – siehe auch Liste bayerischer Adelsgeschlechter
- Elsaß
- Franken – siehe auch Liste fränkischer Rittergeschlechter, Liste hochadeliger Familien in Franken
- Meißen
- Niederlande (bezeichnet hier das fränkische Sprachgebiet im Rheinland bis zum Mittelrhein und dem unteren Neckarraum)
- Österreich
- Schwaben – siehe auch Liste schwäbischer Adelsgeschlechter
- Steiermark
- Tirol

Im jüngeren Teil treten dazu vermehrt Wappen aus der Schweiz.

## Ikonographische Analyse
Die Detailgenauigkeit und der künstlerische Gestaltungswert besonders der älteren spätgotischen Wappendarstellungen zeichnet dieses Wappenbuch aus. Die Helmdecken sind in ausgearbeiteten Draperien dargestellt. Bemerkenswert sind außerdem die realistischen bis überzeichneten figürlichen Darstellungen. Man spricht hier von Drolerien, die auch aus der Geschichte von Spielkarten bekannt sind. Die Wappen der Spätzeit sind teils nur skizzenhaft oder als grobe Vorzeichnungen vorhanden und weichen so den Eindruck einer in sich geschlossenen Darstellung auf. Aufgrund einer zwischenzeitlichen Erneuerung der Bindung wurde die ursprüngliche Abfolge der Wappen gestört.

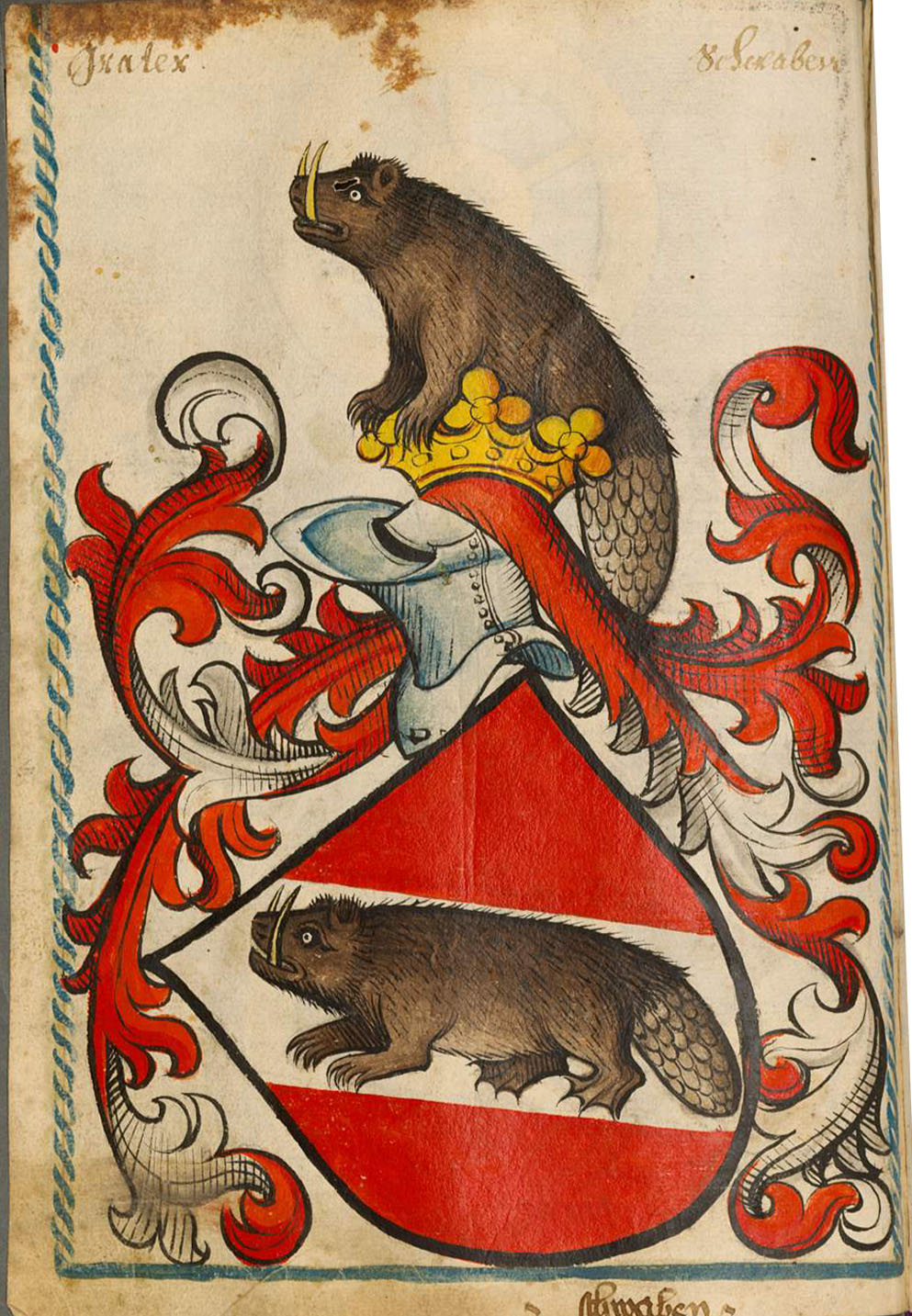
Wappen S. 114
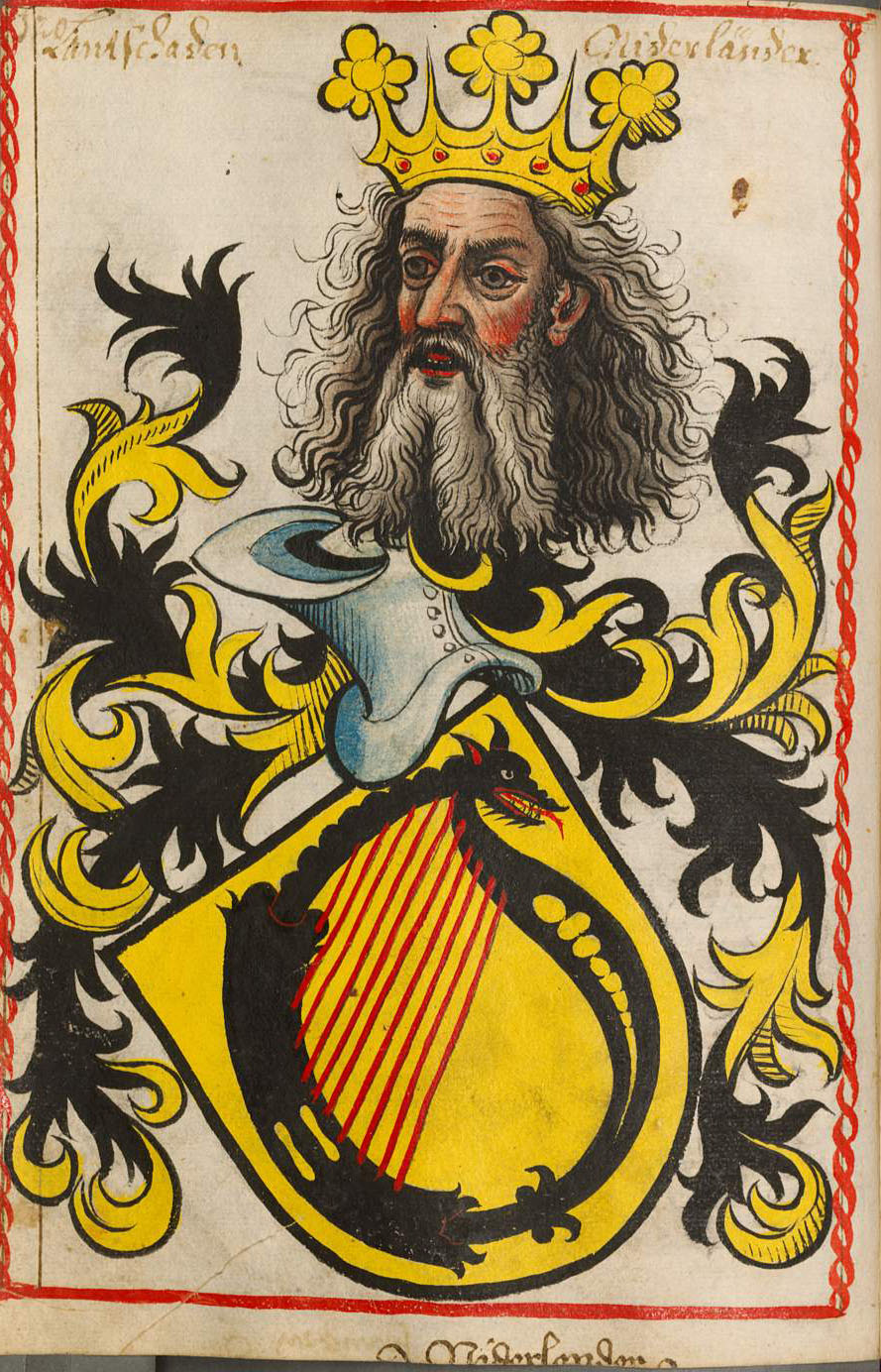
Wappen S. 120
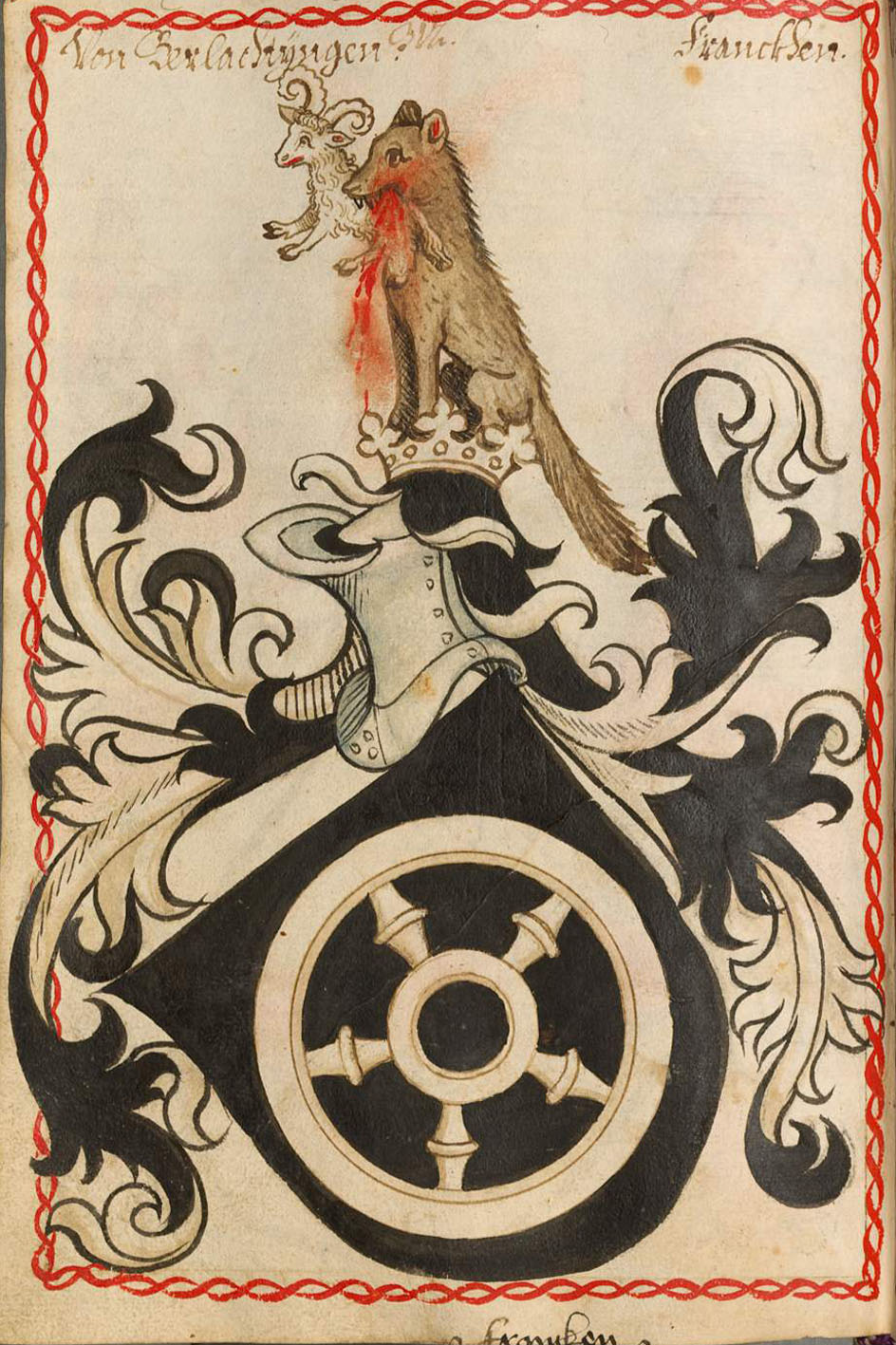
Wappen S. 312
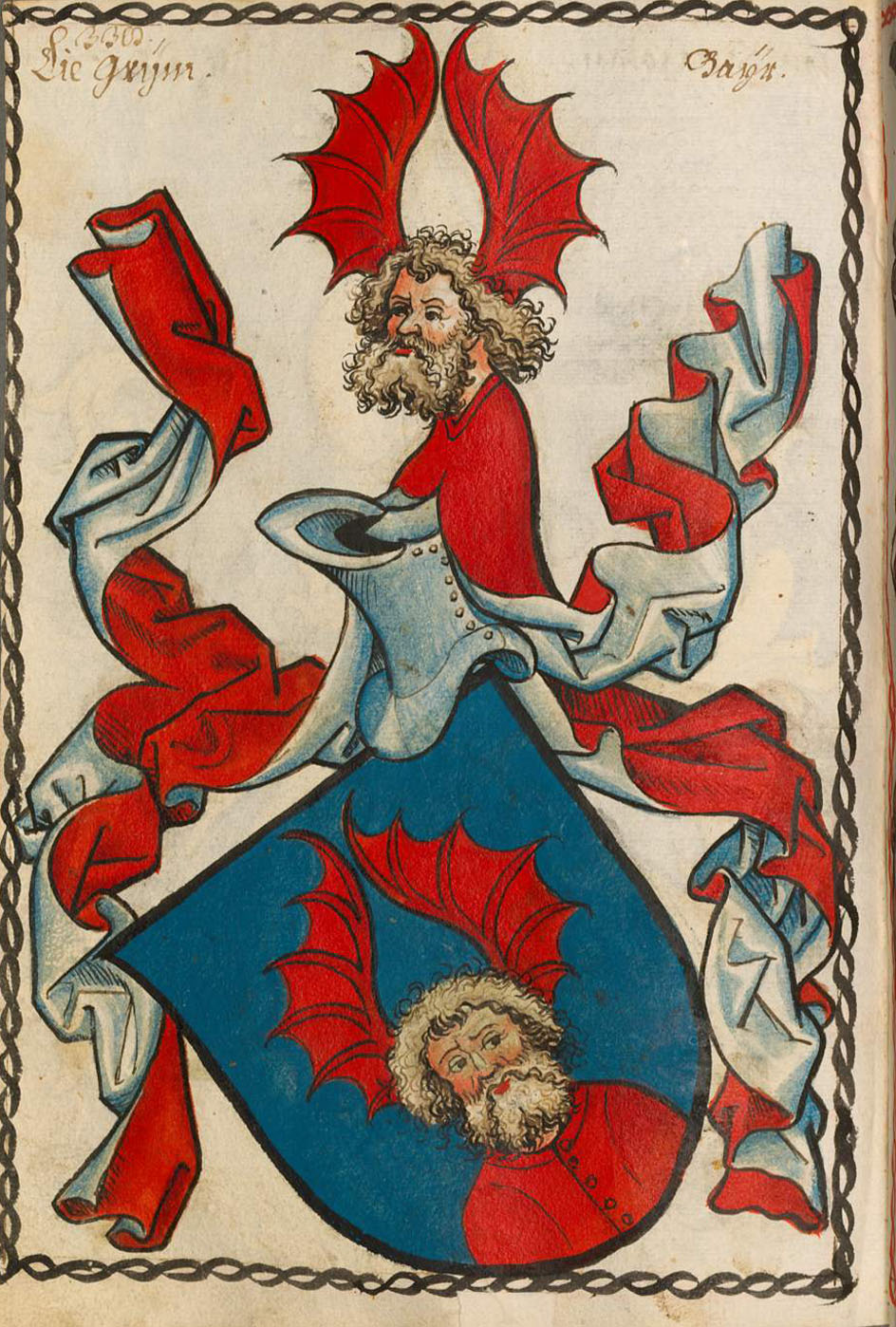
Wappen S. 338

## Paläografische Analyse
Eine paläografische Analyse ergibt, dass die spätgotischen Bildbeischriften des älteren Teils nur noch in Resten vorhanden sind, da die Blätter später oben und unten beschnitten wurden. Die Wappenbeschriftungen des 15. Jahrhunderts sind auf den Seiten 452 bis 475 oben teilweise erhalten und lauteten ursprünglich das wapen furen die (Familienname), bzw. dis wapen furent die (Familienname). Die alten Bezeichnungen der Regionen am unteren Rand sind noch auf vielen Blättern erhalten. Im frühen 17. Jahrhundert wurden – offenbar im Zusammenhang mit der Beschneidung der Blätter – neue Beschriftungen im oberen Teil der Bildkartuschen angebracht, die sich auch über den jüngeren Teil des Bandes fortsetzen. Im 17. Jahrhundert wurden die Seiten mit arabischen Ziffern durchgezählt und schließlich ein alphabetisches Register beigebunden, dessen Papier durch Wasserzeichenanalyse auf die Zeit um 1693 datierbar ist. Der Codex präsentiert sich heute bis auf kleinere handschriftliche Nachträge im Wesentlichen in dem um das Jahr 1700 erreichten Zustand.